# Curva de pato

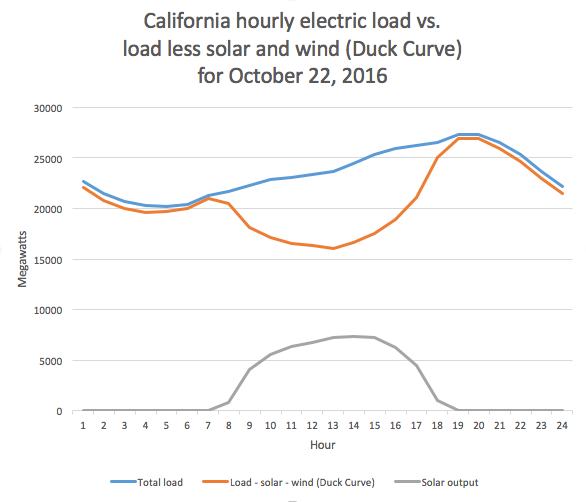
La curva del pato Curva azul: demanda de energía eléctrica.
Curva roja: suministro de energía eléctrica a partir de fuentes no renovables.
Curva gris: suministro de energía eléctrica solar.
Los datos corresponden al estado de California el 22 de octubre de 2016 (un sábado), un día en que la producción de energía eólica fue baja y constante durante todo el día. Tenga en cuenta la fuerte subida de la curva roja de 17:00 a 18:00 cuando el sol se pone, lo que requiere unos 5 gigavatios de capacidad de generación de fuentes no renovables para que entren en línea en una hora.

En la generación de electricidad a escala de servicio público, la curva de pato es un gráfico de la producción de energía en el transcurso de un día que muestra el desequilibrio de tiempo entre la demanda máxima y la producción de energía renovable. En muchos mercados energéticos, la demanda máxima se produce después de la puesta del sol, cuando la energía solar ya no está disponible. En los lugares donde se ha instalado una cantidad sustancial de energía eléctrica solar, la cantidad de energía que debe generarse a partir de fuentes distintas a la energía solar o eólica muestra un rápido aumento alrededor de la puesta del sol y los picos en las horas de la tarde, produciendo un gráfico que se asemeja al silueta de un pato. En Hawái, la adopción significativa de la generación solar ha llevado a la curva más pronunciada conocida como la curva de Nessie.
Sin ningún tipo de almacenamiento de energía, después de las horas de alta generación energética solar, las empresas deben aumentar rápidamente la producción de energía alrededor del momento de la puesta del sol para compensar la pérdida de la generación solar, una de las principales preocupaciones de los operadores de redes donde hay un rápido crecimiento de la energía fotovoltaica. El almacenamiento puede solucionar estos problemas si se puede implementar.  Los volantes han demostrado proporcionar una excelente regulación de frecuencia. Las baterías de uso a corto plazo, a una escala de uso suficientemente grande, pueden ayudar a aplanar la curva de pato y evitar la fluctuación del uso del generador y pueden ayudar a mantener el perfil de voltaje. Sin embargo, el costo es un factor limitante importante para el almacenamiento de energía, ya que cada técnica es costosa de producir a escala. 
El término fue acuñado en 2012 por el Operador del Sistema Independiente de California.

## Estrategias de mitigación
Los métodos para hacer frente al rápido aumento de la demanda al atardecer reflejado en la curva del pato, que se agrava a medida que crece la penetración de la generación solar, incluyen:
- Instalación de más generación despachable.
- Orientando algunos colectores solares hacia el oeste para maximizar la generación cerca del atardecer.
- Almacenamiento de energía que incluye: 
  - Hidroelectricidad de almacenamiento por bombeo
  - Almacenamiento de baterías en centrales eléctricas.
  - Energía solar térmica con almacenamiento de energía térmica.
  - Aire acondicionado de almacenamiento de hielo
  - Uso de baterías en vehículos eléctricos para almacenamiento temporal (vehicle-to-grid)
- Gestión de la demanda energética, incluyendo: 
  - Transición a sistemas de iluminación más eficientes, como la iluminación fluorescente compacta y la iluminación LED
  - Precios de tiempo de uso (TOU) y precios en tiempo real
  - Tecnología de red inteligente

Un desafío importante es implementar la capacidad de mitigación a un ritmo que se mantenga al día con el crecimiento de la producción de energía solar.  Los efectos de la curva de pato han sido más rápidos de lo previsto.

### Curva de pato en California
El Operador del Sistema Independiente de California (CAISO) ha estado monitoreando y analizando la Curva de Pato y sus expectativas futuras durante aproximadamente medio siglo y su mayor descubrimiento es la creciente brecha entre los precios de las horas de la mañana y la noche en relación con los precios de las horas del mediodía.  Según su último estudio, la Administración de Información de Energía de EE. UU. encontró que los precios del mercado mayorista de energía en los últimos seis meses durante el período de 5 a 8 p. m.. (El "cuello" del pato) han aumentado a $ 60 por megavatio-hora, comparado con aproximadamente $ 35 por megavatio-hora en el mismo período de tiempo en 2016. Sin embargo, en el otro lado, han medido una drástica disminución en los precios del mediodía, cerca de $ 15 por megavatio-hora. Estos picos altos y valles profundos solo muestran tendencias continuas de ir más lejos, lo que hace que esta curva de pato sea aún más frecuente a medida que nuestra producción de energía renovable continúa creciendo.
Una parte crucial de esta curva proviene de la Carga Neta ("la diferencia entre la carga esperada y la producción de electricidad anticipada de la gama de fuentes de energía renovables"). En ciertas épocas del año (es decir, primavera y verano), las curvas crean una apariencia de "vientre" en el mediodía que luego aumenta drásticamente al representar un "arco" similar al cuello de un pato, en consecuencia el nombre "The Duck Chart".  Durante el mediodía, se crean grandes cantidades de energía solar y contribuyen parcialmente a una menor demanda de electricidad adicional.  Aumentar el almacenamiento de la batería puede mitigar los problemas de la abundancia solar durante el día. Cuando el exceso de energía solar se almacena durante el día y se usa por la noche, se puede reducir la disparidad de precios entre el mediodía económico y la energía nocturna costosa. Existe suficiente tecnología solar total para alimentar al mundo, pero existe una falta actual de infraestructura para almacenar energía solar para su uso posterior. Un exceso de oferta de energía durante la baja demanda junto con una falta de oferta durante la alta demanda explica la gran disparidad entre el mediodía y los precios de la noche.